# 송어 (1999년 영화)
송어(Rainbow Trout)는 1999년 11월 6일 개봉한 대한민국의 영화이다. 1993년 영진공 시나리오 공모에서 당선된 김대우 작가의 "얼음 물고기"를 박종원 감독이 영화화했다. 
한편, 심혜진과 이혜영이 출연할 예정이었으나  이런저런 사정으로 무산됐다.

## 줄거리
산골에서 양어장을 하며 혼자 사는 창현(황인성)의 집에 옛 친구들이 찾아온다. 은행원 민수(설경구), 그의 아내 정화(강수연), 정화의 여동생 세화(이은주), 갈빗집 사장 병관(김세동)과 그의 아내 영숙(이항나) 등 일행 5명이 창현의 집에서 2박 3일 동안 휴가를 즐기기로 한 것이다. 오랜만에 도시를 벗어난 상쾌함과 옛 친구들을 다시 만난 반가움에 모닥불을 피워놓고 노래부르며 즐거워하지만 다음날 아침부터 일이 꼬이기 시작한다. 전날 주차를 똑바로 안 했다고 시비를 걸던 사냥꾼들이 민수와 병관이 타고 있는 승합차를 들이받는다. 총을 든 험악한 사냥꾼들에게 아무 말도 못하고 당한 민수와 병관이 양어장으로 돌아왔을 때 과거 창현의 애인사이였던 민수의 아내 정화는 창현과의 감정을 다시 느끼며 혼란스러워 하고, 민수는 그런 정화에게 무슨 일이 있었냐고 다그치자 갑작스런 물음에 당황한 정화는 민수의 관심을 돌리기 위해 거짓말을 한다. 양어장 근처에서 개를 키우며 혼자 사는 소년 태주(김인권)가 매번 몰래 세화를 훔쳐본다는 말을 들은 민수와 병관은 사냥꾼들에게 당한 화풀이를 힘없는 소년 태주에게 해댄다. 낯선 곳에 대한 호기심이 짜증과 두려움으로 바뀌던 둘째날 밤 이들 앞에는 끔찍한 일들이 기다리고 있었다.

## 캐스팅
- 강수연 : 정화 역
- 황인성 : 창현 역
- 설경구 : 민수 역
- 김세동 : 병관 역
- 한혜숙 : 영숙 역
- 이은주 : 세화 역
- 김인권 : 태주 역
- 권태원 : 엽사 역
- 김뢰하 : 엽사 역
- 박길수 : 엽사 역
- 김상태 : 가게주인 역
- 김은향 : 레지 역
- 김석영 : 주유원
- 김영  : 주유원 역

## 기타
- 1999년 도쿄 국제 영화제에서 심사위원 특별상을 수상하였다.